# سكوت راسيل
سكوت راسيل (بالفرنسية: Scott Russell) (و. 1979  م) هو رامي رمح كندي، ولد في وندسور، شارك في الألعاب الأولمبية الصيفية 2008، ودورة ألعاب الكومنولث 2002، ودورة ألعاب الكومنولث 2006.

## روابط خارجية
- سكوت راسيل على موقع الاتحاد الدولي لألعاب القوى (الإنجليزية)
- سكوت راسيل على موقع الاتحاد الكندي لألعاب القوى (الإنجليزية)
- سكوت راسيل على موقع اللجنة الأولمبية الدولية (الإنجليزية)
- سكوت راسيل على موقع أوليمبيديا (الإنجليزية)
- سكوت راسيل على موقع اللجنة الأولمبية الكندية (الإنجليزية)
- سكوت راسيل على موقع اتحاد ألعاب الكومنولث (مؤرشف) (الإنجليزية)
- سكوت راسيل على موقع دورة ألعاب الكومنولث 2006 (مؤرشف) (الإنجليزية)